# Körmendi
A Körmendi vagy Körmendy régi magyar családnév, amely a származási helyre utalhat: Körmend (Vas vármegye).

## Híres Körmendi nevű személyek
Körmendi
- Körmendi Ferenc (1900–1972) magyar író
- Körmendi János (1927–2008) magyar színművész
- Körmendi Lajos (1946–2005) magyar író, költő, szerkesztő
- Körmendi Petra (1994) wakeboardos

Körmendy
- Körmendy Ágoston (1926) gépészmérnök, matematikus
- Körmendy Ferenc (1954–2024)  zeneművész, történénész, rádiós szerkesztő
- Körmendy János (1863–1937) magyar színművész[2]

Körmendi-Frim
- Körmendi-Frim Jenő (1886–1959) szobrász